# Alkmar II von Alvensleben
Alkmar II von Alvensleben (Weteritz, 16 settembre 1841 – Naumburg, 10 novembre 1898) è stato un generale tedesco.

## Biografia
Il conte Alkmar II apparteneva ad un'aristocratica famiglia della Prussia, ed era figlio del politico conte Werner VIII von Alvensleben, mentre i suoi zii erano i generali Constantin von Alvensleben e Gustav von Alvensleben. Un ramo della sua famiglia, impersonato da suo cugino Werner von Alvensleben-Neugattersleben, si era scisso dalla famiglia ed aveva accettato il doppio cognome di Neugattersleben dai possedimenti che possedeva presso Magdeburgo. 
Von Alvensleben studiò al gymnasium di Stendal, e contrariamente alle ispirazioni dei genitori che lo avrebbero visto giurista e avvocato, si iscrisse alla Scuola Militare di Potsdam e poi frequentò l'accademia militare di Berlino uscendone come migliore allievo del suo anno con la qualifica di tenente di artiglieria.
Partecipò alla guerra austro-prussiana e si distinse durante la battaglia di Sadowa, per essere allora promosso capitano e insignito dell'Ordine della Corona; notato da von Moltke, fu assunto da questi come segretario personale, e grazie al favore di uno dei maggiori collaboratori di Moltke, Bernhard von Krosigk, ebbe una brillante carriera nello stato maggiore, giungendo al grado di colonnello già nel 1875; fu poi proposto come comandante militare di Breslavia e come tenente generale, quindi entrò nell'Ordine Teutonico e furono sue molte iniziative di fondazioni di monasteri dell'ordine in Slesia.